# Achiropsettidae
Los Achiropsettidae son una familia de peces marinos incluida en el orden Pleuronectiformes, distribuidos por aguas del océano Antártico y subantárticas, donde son bentónicos. Su nombre procede del griego: acheir -eiros (sin manos) + psetta (rodaballo).
Tienen el cuerpo de tamaño pequeño a mediano fuertemente comprimido, con los ojos en el lado izquierdo de la cabeza. Las aletas dorsal y anal están separadas de la aleta caudal, todas ellas sin espinas, con aletas pectorales rudimentarias o ausentes (de ahí su nombre científico).

## Géneros y especies
Existen 6 especies agrupadas en 4 géneros:
- Género Achiropsetta (Norman, 1930)
  - Achiropsetta slavae (Andriashev, 1960)
  - Achiropsetta tricholepis (Norman, 1930) - Lenguado patagón (en Argentina simplemente Lenguado).
- Género Mancopsetta (Gill, 1881)
  - Mancopsetta maculata antarctica (Kotlyar, 1978) - Mancolenguado antártico.
  - Mancopsetta maculata maculata (Günther, 1880) - Mancolenguado antártico o Lenguado pintado (en Chile).
- Género Neoachiropsetta (Kotlyar, 1978)
  - Neoachiropsetta milfordi (Penrith, 1965)
- Género Pseudomancopsetta (Evseenko, 1984)
  - Pseudomancopsetta andriashevi (Evseenko, 1984)